# Jean-Mandé Sigogne
Pour les articles homonymes, voir Sigogne (homonymie).
Jean-Mandé Sigogne (1763-1844) est un prêtre catholique français connu pour ses activités missionnaires auprès des Acadiens de la Nouvelle-Écosse. 

## Biographie
Né à Beaulieu-lès-Loches en France, il quitta son pays à la suite de la tourmente révolutionnaire. Il parvint en Angleterre avant d'émigrer vers les colonies britanniques du Canada. 
Esprit gallican, il faisait preuve d'une ferveur remarquable. Il était sous les juridictions des évêques Joseph-Octave Plessis et Pierre Denaut. Il a aussi servi en tant que juge de paix.
Sigogne a parcouru les localités de Pubnico, Meteghan, Plympton (en), Digby, Bear River et Corberrie pour y fonder des paroisses. Il œuvra dans cette région pendant 45 ans. 
Décédé en 1844, il fut aussitôt reconnu pour avoir redonné vie à la communauté catholique néo-écossaise. Le père Guy-Marie Oury a écrit en 1975 un article traitant de Sigogne. Gérald Boudreau a écrit plusieurs livres et articles au sujet de ce missionnaire.
Un monument a été érigé en son honneur à Clare. 